# フチドリカワハギ属
フチドリカワハギ属 (学名:Acreichthys)は、フグ目カワハギ科の属の一つ。インド洋と太平洋の熱帯海域に分布する。全てが底生魚であり、全長10cm程度の小型種である。

## 分類
フチドリカワハギ属には3種が属する。
- スダレカワハギ Acreichthys radiatus 全長は最大12cm。琉球諸島、フィリピンを含む西太平洋に分布する底生魚。成熟したオスは尾柄に毛をもつ。

- トゲカワハギ Acreichthys hajam 全長は最大7cm。琉球諸島以南からパプアニューギニア、インドネシアにかけて分布する底生魚。背鰭の棘が発達しているのが名前の由来。
- フチドリカワハギ Acreichthys tomentosus 全長は最大12cm。石垣島やフィリピン、ニューギニアなどのインド西太平洋に分布し、浅い珊瑚礁に生息する底生魚。体の色を素早く変えることが出来る[4]。